# Heteroconis ornata
Heteroconis ornata är en insektsart som beskrevs av Günther Enderlein 1905. Heteroconis ornata ingår i släktet Heteroconis och familjen vaxsländor. Inga underarter finns listade i Catalogue of Life.

## Bildgalleri

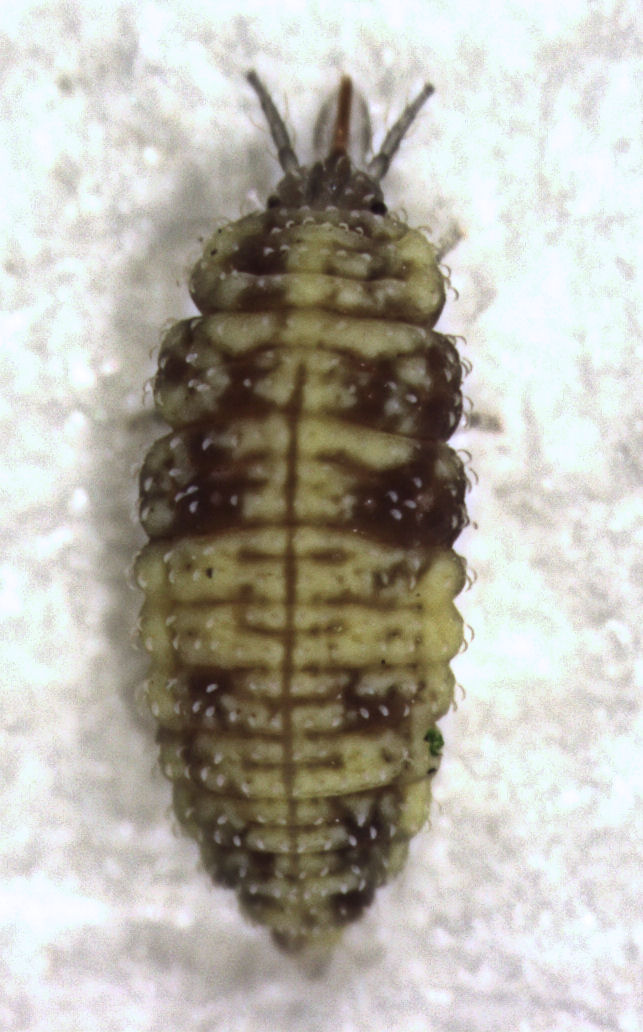